# Манастирище (връх)
 Тази статия е за върха в Плана.  За селото във Врачанско вижте Манастирище.  
 Тази статия е за върха в Плана.  За селото в община Своге вижте Манастирище (Софийска област).  
Манастирище е най-високият връх на българската планина Плана. Висок е 1338 метра. Разположен в северния дял на планината между Кокалянския манастир „Свети Архангел Михаил“ и село Плана. В околността му има останки от стара черква. Той се намира до село Манастирище.